# Reute (Germania)
Reute è un comune tedesco di 3 139 abitanti, situato nel land del Baden-Württemberg.
Nel convento di Reute trascorse la vita la beata Elisabetta Achler, chiamata anche Elisabetta di Reute, terziaria francescana del XV secolo.